# نو باشه رایت
نو باشه رایت (به انگلیسی: N'Bushe Wright)(زاده ۲۰ سپتامبر ۱۹۷۰) بازیگر ، رقصنده آمریکایی است.
از فیلم‌های معروف او می‌توان به بازی در فیلم تیغه و تازه اشاره کرد.